# Теккіцекатль
Теккіцекатль або Текукіцекатль (ісп. Tecciztecatl) — бог Місяця в міфології ацтеків, тольтеків і мая. Ім'я з науатль перекладається «Місяць равлик» (інший варіант «бог равлика»). Частково є іпостасю бога Мецтлі. Бог дня Мікістлі (череп) священного календаря.

## Опис
Зазвичай в ацтеків зображується стариганом, що на спині тягне велику білу морську мушлю. У мая він є молодим чоловіком в ошатному одязі.

## Міфи
На думку низки дослідників юбув присутній у тольтекських міфах, звідти перейшов до міфології ацтеків і мая. Його також називають Старий бог місяця, являв його суто чоловічий аспекцт, оскільки Мецтлі (бог Місяця) часто зображувався жінкою.
Є сином бога Тлалока і богині Чальчіутлікуе. Пов'язаний з міфом про появу 5 Сонця. Відповідно до міфів, коли боги спитали, хто буде Сонцем озвався Теккіцекатль. Іншим претендентом став Нанауацін, бог шкірних хвороб. Потім Теккіцекатль приніс в дар дорогоцінні пір'я кецаля, золоті злитки і прикраси з нефриту і корала. Йому дуже подобалася ідея, що коли він стане Сонцем, всі будуть йому поклонятися і захоплюватися ним. Коли пройшли чотири дні і чотири ночі, боги розпалили на вершині гори велике багаття і встали по обидві сторони його. У це багаття повинен був кинутися бог, який побажав стати Сонцем, щоб пройти очищення полум'ям і зійти на небо. Теккіцекатль, одягнений в найкращий одяг, в багато розшитій сукні і в прикрасі з білого пір'я на голові, гордовито походжав перед богами в очікуванні початку церемонії. Коли вона розпочалася, Теккіцекатль наблизився до багаття, щоб кинутися в нього, але жар був такий сильний, що бог не зміг побороти свій страх. Він відступив і наблизився знову, але знову йому не вистачило сміливості. Чотири рази він спробував стрибнути в багаття, і чотири рази зазнавав невдачі. Проте Нанауацін без вагань кинувся і став Сонцем-Тонатіу. Багатий Теккіцекатль посоромився свого легкодухості і кинувся в багаття слідом за Нанауаціном. Вогонь поглинув і його. Він також став Сонцем, яке світило не так яскраво, як Сонце-Тонатіу, але все ж давало досить багато світла. На землі більше не було ночі. Тоді один з богів зловив кролика, що пробігав повз, і кинув його в Сонце-Теккіцекатля. Це зменшило його блиск, зробило його більш холодним і тьмяним. Так з'явився Місяць.